# Rhadinaea bogertorum
Rhadinaea bogertorum este o specie de șerpi din genul Rhadinaea, familia Colubridae, descrisă de Myers 1974. Conform Catalogue of Life specia Rhadinaea bogertorum nu are subspecii cunoscute.